# 艾马克人
艾马克人(Aimaq；‎)，又称查尔艾馬克人，阿富汗的少数民族，是说波斯语的游牧民族，有蒙古人、伊朗人的亲缘关系。分布在伊朗东北部的呼罗珊与阿富汗赫拉特高地。人口162万。他们分五个部落：泰梅尼、菲魯兹庫赫、贾姆希德、哈札來克來瑙、泰穆尔。其使用的語言主要為波斯語的方言艾馬克語。
他们与塔吉克人、哈扎拉人关系密切。他们有一部分溶入了普什图人，生活方式与蒙古人一样，信仰伊斯兰教，逊尼派和什叶派的都有。

## 延伸閲讀
- Macgregor, Central Asia, (Calcutta, 1871)

## 參閲
- 艾馬克語(Aimaq dialect)

## 外部連結
- Aimaq Man with Children, Pal-Kotal-I-Guk, Ghor Province （页面存档备份，存于）
- Aimaq Nomad Camp Pal-Kotal-I-Guk Between Chakhcharan and Jam Afghanistan （页面存档备份，存于）

template:Ethnic groups in Afghanistan
template:Iranian peoples